# Artemisia anethoides
Artemisia anethoides — вид квіткових рослин з родини айстрових (Asteraceae). Поширення: південний Сибір, Монголія, Китай. Населяє пагорби, схили, засолені ґрунти, піщані береги річок та озер, узбіччя доріг, пустки, степи, напівпустельні степи, пустельні ліси.

## Біоморфологічна характеристика
Це однорічна або дворічна трав'яниста рослина заввишки 30–60(90) см, сіро запушена. Прикореневе та нижнє стеблове листя яйцеподібне або еліптично-яйцеподібне, 3–4(5) × 2–4 см, 3(або 4)-перисторозсічене; часточки ниткоподібні або лінійно-ланцетні. Середнє стеблове листя: листова пластинка яйцеподібна або широкояйцеподібна за контуром, 2–4 × 1–3 см, 2- або 3-перисторозсічена; сегменти (1 або) 2 або 3 пари; часточки ниткоподібні, 2–5 × 0.3–0.5 мм. Найбільш верхнє листя та листоподібні приквітки 3-лопатеві або цілокраї. Синцвіття — вузька волоть до 15 × 3 см, більшість вузлів утворюють китицеподібні суцвіття або квітконосні гілочки, що формують широку складну волоть. Квіткові голови численні, на ніжці. Обгортка майже куляста, 1.5–2(2.5) мм у діаметрі; філарії та квітколоже густо запушені. Крайових жіночих квіточок 3–6. Дискових квіточок 8–16, двостатеві. Сім'янка оберненояйцеподібна. Цвітіння та плодіння: липень — жовтень.